# Aiglemont
Aiglemont är en kommun i departementet Ardennes i regionen Grand Est (tidigare regionen Champagne-Ardenne) i nordöstra Frankrike. Kommunen ligger  i kantonen Charleville-Centre som ligger i arrondissementet Charleville-Mézières. År 2022 hade Aiglemont 1 675 invånare.

## Befolkningsutveckling
Antalet invånare i kommunen Aiglemont
Referens: INSEE